# Primo Riccitelli

Primo Riccitelli

Pancrazio Primo Riccitelli (Cognoli di Campli, 9 agosto 1875 – Giulianova, 27 marzo 1941) è stato un compositore italiano.

## Biografia
Nato da Giuseppe, piccolo proprietario terriero e da Maria Maiaroli, che gli darà altri cinque figli, è battezzato nella vicina casa parrocchiale di Molviano (Campli) e gli viene imposto il nome del nonno Pancrazio. Primo sarà il suo nome d'arte.
Affidato già a un anno alle cure di uno zio parroco, don Emidio Riccitelli, riceve i primi rudimenti musicali da Nicola Dati, maestro di cappella del Duomo di Teramo. Su una vecchia spinetta donatagli di seconda mano dallo zio, compone a orecchio brevi composizioni pianistiche e qualche lavoro vocale. Ben presto comprende di non essere portato per il sacerdozio. Dopo pochi anni, con la complicità del fratello Antonio, fugge dal Seminario per dedicarsi interamente alla composizione.
Ai primi di gennaio del 1896, Riccitelli viene ricevuto dal già famoso Pietro Mascagni, da poco nominato direttore del Conservatorio di Pesaro, il quale lo accoglie quale allievo. Dai dati reperiti in epoca recente, non si sono trovate tracce di un'iscrizione regolare di Riccitelli in conservatorio, ed è pertanto assai probabile che Mascagni abbia impartito le proprie lezioni di armonia al ragazzo privatamente, avendo egli superato ampiamente i limiti d'età. Tra i compagni di studio coi quali Riccitelli condividerà gli anni pesaresi si conta un altro celebre operista, Riccardo Zandonai.
La stima di Mascagni è testimoniata dal rilascio di un diploma autografo, andato perduto, e dall'intermediazione che egli curò con la Casa Musicale Sonzogno di Milano, tra le più importanti e antiche del paese. Da questo contatto nasceranno, su commissione dell'editore, una "Madonnetta", su libretto di Luigi Illica ambientato a Roma in epoca risorgimentale, mai rappresentata per divergenze di vedute interne alla casa editrice, e in seguito, nel 1911, "Maria sul Monte", che andrà in scena sotto la direzione di Oscar Anselmi a conclusione della Stagione Lirica del Teatro Carcano di Milano l'8 luglio 1916, ma che non sarà mai ripresa.
Richiamato alle armi per lo scoppiare della guerra, Riccitelli si congeda nel 1919 con il grado di sottotenente. A fine giugno, Mascagni lo mette in contatto con Augusto Laganà della Società del Teatro Lirico Italiano, e da quest'ultimo viene impegnato a scrivere un'opera in un atto su libretto di Giovacchino Forzano. Quest'opera sarà "I Compagnacci", la più fortunata ed eseguita delle creazioni di Riccitelli. Melodramma in un atto d'ambiente medievale toscano, che per certi versi può essere accostato al Gianni Schicchi di Giacomo Puccini.
Il 10 aprile 1923 "I Compagnacci" debutta con esito trionfale al Teatro dell'Opera di Roma, diretto da Gabriele Santini con Taurino Parvis (Bernardo), Ofelia Parisini (Anna Maria), lo spagnolo Antonio Cortis (Baldo), Gino de Vecchi (Venanzio), Luigi Nardi (Noferi), Nelo Palai (Ghiandaia), Anna Maria Bertolasi (la fantesca Salvestra).
Il successivo 15 novembre l'opera viene data in apertura della Stagione Scaligera 1923-24, sotto la direzione di Vittorio Gui, preceduta dalla Salomè di Richard Strauss. Riccitelli viene ripetutamente chiamato alla ribalta.
Il 2 gennaio 1924, grazie anche alla presenza di Giulio Gatti Casazza alla direzione artistica, l'opera viene allestita al Metropolitan di New York, con due repliche il 14 gennaio e il 16 febbraio seguenti. Tra gli interpreti, nella parte di Baldo, vi è Beniamino Gigli, mentre Elisabeth Rethberg, anch'essa tra le maggiori dive del panorama canoro internazionale di quel periodo, interpreta la parte di Anna Maria, Angelo Badà come Noferi ed il giovane Lawrence Tibbett come Herald. La direzione è di Roberto Moranzoni, altro allievo di Mascagni.
L'opera conoscerà da quel momento un numero considerevole di repliche in tutta Italia, in America Latina nonché al Teatro Khediviale del Cairo.
Il 25 marzo del 1925 sposa a Roma Iside Marziani, matrimonio che si dimostrerà poco felice e che resterà senza figli.
In seguito al grande successo de "I Compagnacci", l'impresario Walter Mocchi commissiona a Riccitelli un'opera nuova in tre atti su libretto ancora una volta di Forzano. L'opera, che resta per molti versi l'esito più maturo dell'arte di Riccitelli, sarà "Madonna Oretta", anche questa come la precedente di ambientazione fiorentina ai princìpi del Cinquecento. La partitura doveva essere pronta entro il dicembre 1925, ma per una serie di vicissitudini viene composta nel 1927, e deve poi attendere altri cinque anni prima di andare in scena. La prima ha luogo il 4 febbraio 1932 al Teatro Reale dell’Opera di Roma, con Gianna Pederzini nel ruolo della protagonista, Antonio Melandri nella parte del Conte, Carmen Melis in quella di Genovieffa. Concertatore e direttore d'orchestra Gabriele Santini. Quasi con lo stesso cast, ma sotto la direzione di Domenico Messina, "Madonna Oretta" viene rappresentata il 3 maggio dello stesso anno al Teatro Comunale di Teramo.
L'opera verrà replicata più volte e, come “I Compagnacci”, sarà trasmessa per radio dall'EIAR (oggi Rai). "I Compagnacci" verranno nuovamente ripresi, fra l'altro, da Fernando Previtali nel 1939, e da Armando La Rosa Parodi nel 1941.
Dopo brevissima malattia e afflitto da crescenti difficoltà economiche, Riccitelli muore il 27 marzo 1941 a Giulianova, dove viene sepolto. Da qualche anno era impegnato alla realizzazione di "Capitan Fracassa", un'opera comica liberamente ispirata al noto romanzo burlesco di Théophile Gautier, rimasta incompiuta e finora ritenuta perduta. Dopo la scomparsa del musicista, sarà in particolare il librettista Forzano a curare due importanti riallestimenti di "Compagnacci" nel 1952 al Teatro Comunale di Teramo, e nel 1962 al Teatro dell'Opera di Roma.

Ripresa di "Madonna Oretta" al Teatro Comunale di Teramo, 1952. Visibili, al centro, il regista e librettista Giovacchino Forzano e la protagonista Gianna Pederzini

A Sant'Onofrio di Campli, a pochi chilometri dalla frazione natale di Cognoli, è collocata una statua in bronzo, a lui dedicata, nei giardini pubblici in Piazza Madonna delle Vittorie e gli stessi giardini sono stati intitolati a Primo Riccitelli. In epoca recente, a Teramo, a Bellante e a Sant'Egidio alla Vibrata gli sono state intitolate delle vie cittadine. E al suo nome è legato inoltre il complesso bandistico di Bellante.
Dal 1978, a Primo Riccitelli è intitolata la Società teramana dei Concerti, poi Società della Musica e del Teatro "Primo Riccitelli". Il 4 giugno 1988 la Società "Primo Riccitelli" organizza una manifestazione commemorativa e di studio dal titolo "Celebrazioni in onore di Primo Riccitelli", che comprende una conferenza moderata da Giammario Sgattoni, con gli interventi di Michelangelo Zurletti, Fiamma Nicolodi, Antonio Calenda, Guido Salvetti e Walter Tortoreto, oltre a un recital nel quale vengono eseguite scene da "I Compagnacci" e "Maria sul Monte", assieme alla romanza M'amasti mai. Alle cure della Società “Riccitelli”, inoltre, si deve il riallestimento de "I Compagnacci" nel novembre 1999 al Teatro Comunale di Teramo, in seguito al quale sono apparse una pubblicazione dedicata e un'edizione discografica, la prima e al momento l'unica esistente sul compositore.
Un "Festival Riccitelliano", nato nel 2006 a Giulianova per volere della pronipote Agnese Riccitelli e sotto la sua direzione artistica, ha intrapreso anch'esso un recupero delle opere riccitelliane meno note, tra cui una "Madonna Oretta" nel 2008, eseguita in forma di concerto.
Nel 2010 nasce l'associazione "Famiglia Primo Riccitelli" voluta dai pronipoti  Agnese e Massimiliano Riccitelli per contribuire a promuovere, valorizzare e diffondere la musica e l'eredità musicale del Maestro. Il 24 maggio 2011 la compagnia d'opera italo-americana Teatro Grattacielo, impegnata nella riscoperta del repertorio lirico italiano meno conosciuto, ha riallestito "I Compagnacci" al Rose Theatre di New York. Ospite d'onore la pronipote Agnese Riccitelli.
Nell'estate del 2011 il Comune di Campli, insieme all'Associazione "Famiglia Primo Riccitelli" e all'Associazione Culturale Kymbala, ha stabilito la nascita di un Festival estivo stabile dedicato a Primo Riccitelli che prevederà ogni anno la rappresentazione di tutte le opere edite. I festeggiamenti del 2011, per il 70º anno dalla morte, sono culminati con un Concerto svoltosi nella città natale del Maestro.
È forse prematuro, se non almeno in parte impossibile, delineare un giudizio storico-artistico complessivo sull'opera di Riccitelli. Questo anzitutto a causa dell'incompleto lascito artistico riccitelliano, in parte non più rintracciato e dichiarato più volte perduto, complice - è stato aggiunto forse ingiustamente - la poca avvedutezza del compositore stesso. Restano tuttavia tre opere complete e il ruolo storico indiscutibile da attribuire a Primo Riccitelli, per il quale può essere considerato come uno dei maggiori, se non il maggiore, tra i musicisti abruzzesi del Novecento.
Dopo l'apporto dato nel corso dell'Ottocento da figure come Gaetano Braga e Luigi Badia, nonché dalla dinastia dei Malaspina, Pasquale, Domenico e Raffaele, appartenenti per temperie culturale e per stile linguistico al clima musicale tipico del melodramma italiano verdiano e rossiniano, Riccitelli è, con Francesco Marcacci, ma ben più incisivamente di questi, l'artista di maggiore rilievo e di più indiscutibile prestigio che Teramo abbia avuto nel corso del primo Novecento. Il suo linguaggio, come riconosciuto e rimarcato da molti suoi recensori, primo fra tutti dal suo maestro Pietro Mascagni, è sempre di ottima fattura e tutt'altro che di gusto arretrato o convenzionale. Al contrario, esso è interamente pervaso dalla temperie verista e post-verista propria della “Giovane Scuola Italiana”, della quale Riccitelli può a buon diritto essere indicato tra gli esponenti più significativi.

## Composizioni

### Opere teatrali edite
- Maria sul Monte, Leggenda lirica in due atti, libretto di Carlo Zangarini (Milano, Teatro Carcano, 8 luglio 1916)
- I Compagnacci, Commedia lirica in un atto, libretto di Giovacchino Forzano (Roma, Teatro Costanzi, 10 aprile 1923)
- Madonna Oretta, Commedia lirica in tre atti, libretto di Giovacchino Forzano (Roma, Teatro Reale dell'Opera, 3 febbraio 1932)

### Opere teatrali inedite, perdute o non rintracciate

#### Periodo pesarese (1896-1903)
- Francesca da Rimini, su versi dell'omonima tragedia di Silvio Pellico
- Heremus, poema sinfonico per soli, coro e orchestra, su versi di Carlo Zangarini
- Lory, melodramma in tre atti, su libretto proprio
- Nena, scena siciliana in un atto
- Suor Maddalena, bozzetto mistico-drammatico

#### Periodo milanese
- Madonnetta, melodramma su libretto di Luigi Illica, non rappresentato (1907 o 1910)
- Giuliano, incompiuta

#### Ultimi anni
- Capitan Fracassa, libretto di Giuseppe Maria Viti (tratto dal romanzo di Théophile Gautier), incompiuta (1939-1941)

### Romanze da camera
- Deh non guardarmi!..., versi di Antonio Spera (1899), manoscritto inedito
- Chiamatelo destino, versi di Enrico Panzacchi, edito nel 1901 e ristampato nel 1924
- M'amasti mai?, versi di Enrico Panzacchi (senza data), manoscritto inedito